# Gary H. Kah
Pour les articles homonymes, voir Kah.
Gary H. Kah est un essayiste américain, auteur de théories du complot et antimaçonnique. S'estimant représentatif d'un « point de vue chrétien », il s'attache notamment à dénoncer ce qu'il considère comme une « volonté des Nations unies » de promouvoir un Nouvel ordre mondial et les prémices de la fondation d'une religion globale.

## Biographie
Il fut membre de l'organisation mondialiste World Constitution and Parliament Association (en), de 1987 a 1991, avant de la critiquer sévèrement,.

## Théories
Kah considère que les francs-maçons sont la force agissante derrière l'agenda pour un gouvernement mondial unique.

## Œuvres

### Livres
- En Route to Global Occupation. Première édition : Huntington House Publishers, Lafayette (Louisiane), 1992, 224 p. ,  (ISBN 0910311978). Réédition au format de poche : Huntington House Publishers, Lafayette (Louisiane), 1er décembre 1996, 224 p. ,  (ISBN 978-0910311977).
- The Demonic Roots of Globalism, Huntington House Publishers, Lafayette (Louisiane), mai 1995, vi + 208 p. ,  (ISBN 1563840871).
- The New World Religion: The Spiritual Roots of Global Government (avec une préface de Jeffrey R. Grant). Édition au format de poche : Hope International Publishing, [lieu de publication non connu], 1er février 1999, 330 p. ,  (ISBN 0967009804).

### DVD
- The Seattle Conference 1992
- Toward A New Age/Interfaith Religion
- The Secret Power of Lawlessness
- Current Developments in the New World Order
- Israel, the Vatican, and the United States
- The History of the Occult
- Shadow government : how the global elite plan to destroy democracy and your freedom, by Grant R Jeffrey; Katherine Albrecht; G. Edward Griffin; Daniel Estulin; Gary H. Kah; Chuck Missler; Joan Veon; Bradley S O'Leary.  Publisher: United States: Cloud Ten Pictures, 2009. OCLC 466168154.